# Live at the Fillmore (Cypress Hill)
Live at the Fillmore è il primo album dal vivo del gruppo musicale statunitense Cypress Hill, pubblicato il 12 dicembre 2000 dalla Ruffhouse e dalla Columbia Records.

## Tracce
1. Hand on the Pump
2. Real Estate
3. How I Could Just Kill a Man
4. Insane in the Brain
5. Pigs
6. Looking Through the Eyes of a Pig
7. Cock the Hammer
8. Checkmate
9. Can't Get the Best of Me
10. Lick a Shot
11. A to the K
12. I Ain't Goin' Out Like That
13. I Wanna Get High
14. Stoned Is the Way of the Walk
15. Hits from the Bong
16. Riot Starter
17. (Rock) Superstar